# 400 mètres haies féminin aux championnats du monde d'athlétisme 1999
Navigation
Athènes 1997 Edmonton 2001
L'épreuve du 400 mètres haies féminin des championnats du monde d'athlétisme 1999 s'est déroulée du 22 au 25 août 1999 au Stade olympique de Séville, en Espagne. Elle est remportée par la Cubaine Daimí Pernía.

## Résultats

### Finale
| Rang               | Athlète                     | Pays       | Temps   | Notes |
| ------------------ | --------------------------- | ---------- | ------- | ----- |
| Médaille d'or      | Daimi Pernia                | Cuba       | 52 s 89 | WL    |
| Médaille d'argent  | Nezha Bidouane              | Maroc      | 52 s 90 | AR    |
| Médaille de bronze | Deon Hemmings               | Jamaïque   | 53 s 16 | SB    |
| 4                  | Andrea Blackett             | Barbade    | 53 s 36 | NR    |
| 5                  | Sandra Cummings-Glover      | États-Unis | 53 s 65 | PB    |
| 6                  | Michelle Johnson            | États-Unis | 54 s 23 |       |
| 7                  | Tetyana Tereshchuk-Antipova | Ukraine    | 54 s 33 |       |
| 8                  | Debbie-Ann Parris           | Jamaïque   | 56 s 24 |       |

## Légende
Records et Performances
- AR : Record continental (area record)
- CR : Record des championnats (championship record)
- MR : Record du meeting (meet record)
- NR : Record national (national record)
- OR : Record olympique (olympic record)
- PR : Record paralympique (paralympic record)
- PB : Record personnel (personal best)
- SB : Meilleure performance personnelle de la saison (season's best)
- WL : Meilleure performance mondiale de l'année (world leader)
- WJR : Record du monde junior (world junior record)
- WR : Record du monde (world record)

Circonstances et Conditions
- DNF : N'a pas terminé (did not finish)
- DNS : N'a pas pris le départ (did not start)
- DQ : Disqualification (disqualification)
- NM : Aucun essai valable enregistré (No Mark)
- Q : Qualifié « directement » au prochain tour (ou à la prochaine compétition), lors d'une compétition majeure, grâce au classement ou à la réalisation des minima (automatic qualifier)
- q : Qualifié au prochain tour (ou à la prochaine compétition), lors d'une compétition majeure, grâce au repêchage ou à la réalisation de l'une des meilleures performances parmi celles des « non qualifiés directement » (grâce au meilleur temps ou à la meilleure distance par exemple) (secondary qualifier)